# Китсуне
Китсуне (на японски: 狐) е японската дума за лисица. Лисиците са често срещан обект в японския фолклор; на български, в този контекст, изразът китсуне се отнася за тях. Историите ги изобразяват като интелигентни същества, притежаващи магически способности, които растат с увеличаването на тяхната възраст и мъдрост. Една от най-важните им способности е, че могат да приемат човешка форма. Докато в някои фолклорни истории за китсуне се твърди, че използват тази си дарба, за да мамят другите – както често правят лисиците във фолклора – други истории ги изобразяват като верни пазители, приятели, любовници и съпруги.
В Древна Япония лисиците и хората са живеели в близост едни до други. Това другарство довело до легендите за тези същества. Китсунетата придобиват тясна връзка с Инари – шинто ками (дух), за чиито посланици те били считани. Тази тяхна роля е усилила свръхестественото значение на лисицата. Колкото повече опашки има китсунето – те могат да имат най-много девет – толкова по-умно, по-мъдро и по-силно е то. Поради потенциала им за власт и влияние, някои хора им правят жертвоприношения като на божества.

## Произход
Широко споделено е схващането, че много японски митове за лисици могат да бъдат проследени до Китай, Корея или Индия. В китайските истории за лисици се срещат разкази за духове на лисици (наричани Huli-jing), които могат да имат до девет опашки (Kyūbi no Kitsune на японски). Много от по-ранните истории са записани в Konjaku Monogatari, колекция от китайски, индийски и японски разкази от 11 век.
Има спорове по въпроса, дали митовете за китсуне са произлезли изцяло от чуждестранни източници, или представляват отчасти местно японско схващане, датиращо от 5 век пр.Хр. Японският фолклорист Кийоши Нозаки твърди, че японците са запознати с китсунето още от 4 век, като единствено внесени от Китай или Корея са отрицателните характеристики, приписвани на китсунето. Нозаки твърди още, че според книга за рекорди от 16 век Nihon Ryakki, лисиците и човешките същества са живели близо един до друг в Древна Япония и твърди, че като резултат от това са се появили местни легенди за съществата. Карън Смайърс отбелязва, че идеята за лисицата като съблазнителка и връзката между лисичите митове и будизма са били въведени в японския фолклор чрез подобни китайски истории, но според нея някои лисичи истории съдържат и елементи, които са уникални за Япония.

## Етимология
Пълната етимология е неизвестна. Най-старото познато използване на думата е в 794-тия текст Shin'yaku Kegonkyō Ongi Shiki. Други стари източници включват Нихон Рьоики (Nihon Ryōiki) (810 – 824) и Уаймо Рудзушо (Wamyō Ruijushō) (c. 934). Тези най-стари източници са написани в Man'yōgana, което ясно идентифицира историческото спелуване на китсуне (kitsune). След няколко диархонични фонологични промени, това става китсуне.
Има много етимологични предложения, но не съществува общо споразумение.
- Мьогоки (Myōgoki) (1268) предполага, че съществото е наречено така, защото то е „винаги (tsune) жълто (ki)“.
- По-рано Kamakura period Mizukagami казва, че означава „идва (ki) (свършен вид на частицата tsu) в спалнята (ne)“, заради легенда, която гласи, че китсунето може да се превърне в нечия жена и ще роди деца.
- Arai Hakuseki in Tōga (1717) предполага, че ki означава „смрад“, tsu е притежателна частица, а ne е свързано с inu, думата, която означава „куче“.
- Ōtsuki Fumihiko в Даигенкай (1932 – 1935) смята, че kitsu е ономатопея за живтоно и че ne е афикс или почетна дума, която означава слуга в светилището на Инари.

## Характеристрики
Вярва се, че китсунето притежава голяма интелигентност, дълголетие и магически сили. Те са вид yōkai, духовна същност, и думата китсуне често се превежда като дух на лисица. Това, обаче, не означава, че китсунетата са призраци, нито, че са коренно различни от обикновените лисици.
Класификациите на китсунето са две. Zenko (善狐, което буквално преведено означава добри лисици) са добронамерени, небесни лисици, свързани с богинята Инари; понякога се наричат просто лисиците на Инари. От друга страна yako (野狐, буквално преведено означава полянни лисици, също така наричани и nogitsune) са склонни да бъдат пакостливи и дори злонамерени.
Физически, китсунето е описвано, като лисица с най-много девет опашки. Като цяло, най-големият брой опашки показва, че лисицата е по-стара и по-силна; в действителност някои истории казват, че на лисицата ще пораснат допълнителни опашки, след като навърши 100 години. Една, пет, седем и девет опашки са най-често срещаните номера в местните истории. Когато на китсунето му пораства и деветата опашка, козината му става бяла или златна на цвят. Тези kyūbi no kitsune (九尾の狐, деветоопашати лисици) получават способности да чуват и виждат всичко, което става навсякъде по света. В други истории им се приписват способностите да имат безкрайна мъдрост.

### Преобразяване
Китсунето може да се преобрази в човешка форма, способност, която придобива, когато навърши определена възраст – обикновено 100 години, въпреки че някои истории казват 50 години. Като обща преподставка за трансформацията, лисицата трябва да постави тръстика, широк лист или череп над главата си. Най-често срещаните форми, които китсунетата използват са на красиви жени, млади момичета или възрастни мъже. Тези форми не са ограничени от възрастта на лисицата и китсунето може да дублира външния вид на определен човек. Лисиците са особено известни с използването на самоличността на красиви жени. Общата вяра в Средновековна Япония е била, че всяка жена, с която човек се сблъска в нощта или по здрач, може да бъде лисица.
В някои истории, китсунето има трудности в скриването на опашките си, когато приема човешка форма; търсенето на опашката, вероятно когато лисицата е пияна или небрежна е общ метод в разкриването на истинската същност на съществото.

### Китсунетсуки(Kitsunetsuki)
Китсунетсуки или Kitsunetsuki ((狐憑き или 狐付き; често срещано и kitsune-tsuki) буквално преведено означава състоянието, когато сте обладан от лисица. Жертвата винаги е млада жена, в която лисицата влиза под ноктите ѝ или през гърдите ѝ. В някои случаи изражението на лицето на жертвата се променя до такава степен, че наподобява лисица. Японски традиции разказват, че обсебването от лисица може да накара неграмотна жертва да получи временна способност да чете. Въпреки че лисиците във фолклора могат да обсебят човек, който им е позволил, Kitsunetsuki често се дължи на злите намерения или tsukimono-suji.
Странна е лудостта на тези, които са обладани от лисиците. Понякога могат да тичат голи, крещейки по улиците. По някои части от тялото може да се появи движеща се бучка под кожата, която има свой собствен живот. Ако го прободете с игла, то ще се премести на друго място незабавно. Обладаните хора също могат да говорят и пишат на езици, на които са били напълно невежи, преди да бъдат обладани. Ядат това, което лисиците обичат, като тофу, абураж, ацукимеши и др.
След като този човек вече не е обладан от китсуне, ще забележи, че вече не може да яде ястия (като тофу), които са любими на лисиците.
Екзорсизмът, който често се е изпълнявал в храма на Инари, може да накара лисицата да напусне тялото. В миналото, когато тези процедури се проваляли или свещеникът не е бил способен да извърши екзорсизъм, жертвите на kitsunetsuki са били пребивани или сериозно наранявани, с надежда, че по този начин ще накарат лисицата да напусне тялото. Цели семейства са били пращани в заточение, след като член от семейството е бил обладан или се е подозирало, че е обладан.
В Япония, kitsunetsuki се е смятало за болест. Обладаването е било обяснение за ненормалното поведение, показвано от засегнатите индивиди. В късния 19 век др. Шуничи Шимамура казва, че физическа болест, която причинява температура, се е считала за kitsunetsuki.
В медицината, kitsunetsuki е етническа психоза, уникална за японската култура. Тези, които страдат от това заболяване, вярват, че са обладани от лисица. Симптомите включват глад за ориз или сладък червен боб, апатия, безпокойство и антипатия. Kitsunetsuki е състояние, подобно на клиническата ликантропия, но различаващо се от нея.

### Хоши но тама(Hoshi no tama （ほしのたま）)
Изображенията на китсуне или техните жертви се отличават с бели сфери, познати като hoshi no tama (звездни сфери). Историите ги описват като блестящи с kitsune-bi, или лисичи огън. Някои истории ги идентифицират като магически скъпоценности или перли. Когато не е в човешка форма и не обладава никого, китсунето ги носи в устата си или на опашката си. Бижутата са често срещан символ на Инари и изобразяването на свещени лисици на Инари без тях са рядкост.
Вярва се, че когато китсунето си сменя формата, неговото хоши но тама държи част от магическите му сили. Друга традиция е, че перлата изобразява душата на китсунето; то ще умре ако звездната сфера е разделена от него за дълго време. Тези, които се сдобият със сферата могат да получат обещание от китсунето да им помогне, в замяна на сферата. Например, история от 12 век разказва за човек, използвал хоши но тама, за да подсигури услугата:
| „ | Заблудих те!" – прошепна лисицата – „Върни ми обратно сферата!“ Мъжът го игнорирал, докато най-накрая лисицата казала през сълзи: „Добре, ще ти дам сферата, но не знаеш как да я пазиш. Няма да е добре за теб. За мен е ужасна загуба. Казвам ти, че ако не ми я върнеш, аз ще бъда твой враг завинаги. Ако ти ми я върнеш, аз ще стана твой пазител и ще те пазя от всичко. | “ |

По-късно лисицата му спасила живота...

## Изобразяване

### Слуги на Инари
Китсунетата са свързани с Инари, шинто богинята на ориза. Тази връзка е утвърдила значимостта на лисицата. Първоначално китсунетата са били пратеници на Инари, въпреки това се счита, че самата Инари е била лисица. Всичките светилища са посветени на китсунетата, където поклонниците могат да оставят дарове. Вярва се, че лисичите духове са любители на пърженото тофу, което се нарича абураж. Подобно, Инари-зуши (Inari-zushi) е вид суши кръстено на Инари.
Китсунетата на Инари са бели (бялото се счита за цвят с добра поличба). Те притежават силата да пазят от зло и понякога служат като пазители. Черните лисици с девет опашки също се считат за добра поличба. Според вярванията на фън шуй силата на лисицата срещу злото е толкова силна, че само една статуя на лисица може да прогони злото от кимона, или енергия, която тече от североизток.

### Хитреци
Китсунетата са често представяни като хитреци с мотиви, които варират от пакости до злоба. Историите разказват за китсунета, които правят пакости на горделиви самураи, лакоми търговци, докато злоупотребяват с бедни търговци и фермери или набожни будистки монаси. Най-често техните жертви са мъже; жените, вместо това, са били обладавани. Най-използваната тактика от китсунетата са заблуждаване на жертвите си с илюзии или видения. Други тактики включват прелъстяване, кражба на храна, унижение или отмъщение.
Традиционна игра наречена kitsune-ken (лисича пестница) показва силите на китсунето върху човешките същества. Играта е близка с камък, ножица, хартия, но трите позиции на ръката са други: лисица, ловец и селски главатар. Главатарят бие ловеца, който е на по-висок ранг от него; ловецът бие лисицата, която той застрелва; лисицата бие главатаря, който тя омагьосва.
Това неясно изобразяване, заедно с тяхната репутация за отмъстителност, кара хората да се опитват да открият неясни мотиви у лисицата. В един случай Тойотоми Хидейоши написва писмо до ками Инари:
| „ | До Инари Даймьоджин, Господарке, имам честта да Ви информирам, че една от лисиците под Ваша власт е омагьосала една от моите слуги, причинявайки на нея и на другите големи беди. Ще трябва да Ви помоля да направите запитвания по въпроса, и да направите усилие да разберете причината, поради която Вашата собственост се държи непорядъчно по този начин, и да ме запознаете с резултата. | “ |

| „ | Ако стане така, че лисицата няма адекватна причина, която да изтъкне по случая, Вие ще бъдете принудена да я арестувате и накажете завинаги. Ако не предприемете някакви мерки аз ще издам заповед за унищожаването на всички лисици в района. Други детайли, за които бихте искали да бъдете уведомена, можете да научите от Йошида. | “ |

Китсунетата спазват обещанията си и се стремят да не остават длъжни на никого. Понякога китсунето се „прикрепя“ към човек или домакинство, където могат да причинят всякакъв вид пакости. В една история от 12 век, само собственикът на дадено домакинство може да унищожи лисиците, затова те го убеждават да върши това, което те искат. Патриархът на китсунетата се появява в сънищата на мъжа:
| „ | Баща ми е живял тук преди мен, сър, и сега имам много деца и внуци. Боя се, че правят доста пакости и винаги вървя подир тях, за да ги спирам, но те никога не ме слушат. И сега, сър, разбираемо, Ви е дошло до гуша от нас. Знам, че ще убиете всички ни. Но просто искам да знаете, сър, колко съжалявам, че това е последната ни нощ в живота ни. Не можете ли да ни простите още един път? Ако още веднъж направим някоя беда, тогава, разбира се, трябва да правите, каквото мислите за най-добро. Но младите, сър – сигурен съм, че те всички ще разберат, когато им обесня защо сте толкова разстроен. От сега нататък ще правим всичко по силите си, за да Ви пазим, само ако ни просите, и ще направим всичко възможно, за да разберете, когато нещо добро ще стане! | “ |

Други китсунета използват магията си за благото на своя другар или домакин, докато човешките същества се отнасят към тях с уважение. Като yōkai, обаче, китсунето не дели човешки морали и китсуне, което е наело къща дава на домакина пари или предмети, които е откраднало от съседите. Следователно, домакините, които са решили да дадат подслон на китсунетата, но ги подозират през цялото време.

### Жени и любовници
Китсунетата се често изобразявани като любовници, най-често в историите, които включват млад мъж и китсуне, което е приело формата на красива жена. Китсунето може да бъде съблазнител, но тези истории са по-скоро романтика. Типично, младият мъж се жени за лисицата, без да знае за същността ѝ. В края на краищата мъжът разбира за истинската природа на лисица и жената-лисица е принудена да го напусне. В някои случаи съпругът се събужда от сън, мръсен, дезориентиран и далеч от дома си. Тогава той трябва да се върне и да се изправи срещу изоставеното си и засрамено семейство.
Много истории разказват за жени-лисици, които раждат деца. Когато потомството е човек, те обладават специални физически или свръхестествени качества, които често се прехвърлят на децата им.
—
Други истории разказват за двойка китсунета, които се женят. Вали дъжд от ясно небе – слънчевдуш – се нарича kitsune no yomeiri или сватбата на китсунето. Това събитие се смята за добра поличба, но китсунето ще търси отмъщение от всеки непоканен гост.